# Juillet 1883

## Événements
- France : la Société Nautique de Caen, doyenne des associations sportives de la ville de Caen (Calvados France), a été fondée sur l'initiative des maires de l'époque : Paul Toutain en 1881, puis Albert Mériel, premier Président, pour commémorer le 14 juillet, jour de fête nationale par vote de l'assemblée nationale le 6 juillet 1880. avironcaen.fr

- 13 juillet : la reine Ranavalona II meurt et Rainilaiarivony épouse une jeune fille de 22 ans qui devient reine sous le nom de Ranavalona III.
- 14 juillet : inauguration de la statue au centre de place de la République à Paris.

- 21 juillet : fondation de l'Alliance française, sur l'initiative de Paul Cambon et Pierre Foncin.

## Naissances
- 3 juillet : Franz Kafka, écrivain tchèque († 1924).
- 14 juillet : Pedro Blanco López, compositeur, pianiste, professeur et critique musical espagnol († 1er mai 1919).
- 15 juillet : Louis Lavelle, philosophe français († 1er septembre 1951).
- 25 juillet : Louis Massignon, orientalise français († 1962).
- 27 juillet : Fernand Verhaegen, peintre belge († 1975).
- 29 juillet : Benito Mussolini à Predappio († 28 avril 1945).
- 31 juillet : Erich Heckel, peintre allemand († 27 janvier 1970).

## Décès
- 5 juillet : Léon Rousseau, peintre français (° 2 décembre 1816).
- 9 juillet : Hermanus-Franciscus Van den Anker, peintre néerlandais (° 14 juillet 1832).